# الكوابيس الصغيرة 2
ليتل نايتميرز 2 أو الكوابيس الصغيرة 2 (بالإنجليزية: Little Nightmares II)، هي لعبة فيديو رعب البقاء وألغاز، تم تطوير اللعبة من قبل تارسير ستوديوز السويدية، ونشرها بانداي نامكو إنترتينمنت اليابانية، وهي الجزء الثاني من سلسلة ليتل نايتميرز، صدرت اللعبة في الأسواق سنة 2021، وتعمل لمنصات متعددة، وهي: مايكروسوفت ويندوز ونينتندو سويتش وبلاي ستيشن 4 وبلاي ستيشن 5 وإكس بوكس ون وإكس بوكس سيريس إكس وأس وجوجل ستاديا، حيث تدعم اللعبة اللغة العربية.

## أسلوب اللعب
تشبه ليتل نايتميرز 2 سابقتها؛ وتحدث في عالم 2.5D ، يتوجب على اللاعب أن يستكشف العالم من حوله، ويواجه أحيانًا مواقف تشبه المنصة أو يتم حظره من التقدم حتى يتمكن من حل الألغاز. على عكس اللعبة الأولى، فإن اللاعب ليس عاجزًا تمامًا؛ حيث يتمتع مونو بالقدرة على استيلاء عناصر مُعينة والعمل على تأرجحها لكسر الأشياء أو القتال ضد أعداء أصغر، وبالرغم من أنه مثل شخصية ستة، يجب أن يعتمد على التخفي داخل البيئة لتفادي الأعداء الأكبر، كما يتم منح اللاعب القدرة على الاتصال بستة وإمساك يدها للتأكد من بقائها معه، ويجب أن يعملوا معاً في كثير من الأحيان لحل الألغاز البيئية وهزيمة الأعداء أو الهرب منهم. تتميز اللعبة أيضًا بقبعات قابلة للتحصيل وبقايا الأشباح المتقطعة، وستفتح الأخيرة مشهدًا إضافيًا عند الحصول عليها جميعاً.

## القصة
يستيقظ مونو من الحلم ليسافر عبر البرية، ويدخل كوخًا متهالكًا، حيث يطلق سراح ستة Six ، المحتجزة من قبل الصياد الذي يعيش هناك. ويلاحقهما الصياد حتى يحاصرهما في السقيفة لكن يقتلونه ببندقية. ينجرف مونو وستة عبر جسم مائي ويغسلان في بال سيتي ، التي يكسوها الضباب والمطر، وتنتشر فيها أجهزة التلفزيون القديمة. طوال الرحلة، حاول مونو استخدام هذه التلفزيونات كبوابات لدخول الردهة من حلمه. ومع ذلك، يتم سحبه دائمًا بواسطة ستة قبل أن يتمكن من الوصول إلى الباب. كما أنه يواجه العديد من بقايا الأطفال الشبحية، والتي يمكنه استيعابها عن طريق لمسها. يدخل مونو وستة المدرسة، حيث يتم فصلهم عندما يتم القبض على ستة من قبل اشبه الأطفال المتنمرين، وطلاب المدرسة المسعورين. ينقذ مونو ستة من الفتوات ويهربون من المعلمة طويلة العُنق.
خارج المدرسة، تستعيد ستة معطفها الأصفر، يصل الاثنان إلى المُستشفى، حيث يقابلان المرضى المقطوعين، وأيديهم الحية المنفصلة، والطبيب المُنتفخ الذي يزحف على الأسقف. يقوم مونو بإغراء الطبيب في المحرقة وقد يختار قتله أو تركه محاصرًا بداخلها. ثم يخرج مونو وستة إلى قلب بال سيتي. ليكتشفوا برج الإشارة، الذي ينبعث منه ناقل حركة واسع النطاق يتحكم في سكان مدينة بال حيث المشاهدون المدمنون على التلفاز، والذين تم تشويه وجوههم من التعرض له. عندما يصل مونو أخيرًا إلى الباب من خلال جهاز تلفاز، يفتحه ليكتشف عن الرجل الرقيق الطيفي (أشبه بسلندر مان)، بعد أن تم سحب مونو بواسطة ستة، يخرج الرجل الرقيق من التلفزيون ويلتقط ستة، تاركًا وراءه ظلًا لها. باستخدام أجهزة تلفزيون مختلفة كبوابات، يتنقل مونو في بال سيتي حتى يقوده شبح ستة بالقرب من برج الإشارة، حيث يواجه الرجل الرقيق، ويقاتله ويفككه قبل أن يسحبه برج الإشارة.
يدخل مونو برج الإشارة ويلتئم مع ستة، وهي الآن عملاقة ومشوهه. تصبح عدائية عندما يُضرب صندوق الموسيقى الخاص بها، لكن مونو أعادها إلى وضعها الطبيعي بتدمير الصندوق. عندما يبدأ برج الإشارة في الانهيار، يلاحق الأطفال الكتلة الجيلاتينية من اللحم والعين التي تشكل جوهرها. لكن ستة تسمح لمونو بالوقوع في فوهة والهروب عبر بوابة تلفزيونية. وحيدًا ومحاطًا بالقداس، يجلس مونو على كرسي منفرد ويستسلم لمصيره. يمر الوقت، ويكبر مونو في السن ويطول، ويتخذ في النهاية شكل الرجل الرقيق. ترجع الكاميرا للخلف لتكشف عن مونو في الغرفة في نهاية رواق الأحلام، ويغلق الباب.
إذا عثر اللاعب على جميع الأشباح المتقطعة القابلة للتحصيل، فإن المشهد الأخير يظهر ستة تخرج من بوابة التلفزيون وتقابل ظلها الذاتي، والذي يشير إلى كتيب على الأرض يعلن عن ماو. وتبدأ معدة ستة بالجوع.

## التطوير
تم الإعلان عن اللعبة لأول مرة في غيمز كوم عام 2019 كتكملة لـ ليتل نايتميرز. تم إصدار عرض توضيحي للعبة في 30 أكتوبر 2020.
ومع ذلك، فقد تأخر إصدارها ليس فقط بسبب جائحة كوفيد-19، ولكن لأن اللعبة ببساطة كانت بحاجة إلى "مزيد من الوقت والحب". تم إصدار النسخة التجريبية للعبة بتاريخ 30 أكتوبر 2020.
وفي تاريخ 20 فبراير 2021، أعلنت شركة تارسير ستوديوز، والتي استحوذت عليها مجموعة امبريسر السويدية عام 2019، بأن تارسير ستوديوز لن تستمر في صنع ألعاب الكوابيس الصغيرة، إلا أن الناشر الياباني بانداي نامكو إنترتينمنت أعرب عن نيته في مواصلة المشروع وحق الامتياز في المستقبل.
وفقًا لمنتج اللعبة لوكاس روسيل، أنه في بداية مرحلة ما قبل التطوير، نظر الفريق في إمكانية أن تكون اللعبة لعبة تعاونية، لكنه سرعان ما ألغى هذه الإمكانية لتتناسب مع القصة.

## الاستقبال
| استقبال |                                                |
| --- | ---------------------------------------------- |
| مجموع النقاط المجموع نقاط ميتاكريتيك NS: 82/100 [ 10 ] PC: 83/100 [ 11 ] PS4: 82/100 [ 12 ] XONE: 81/100 [ 13 ] نتائج المراجعة نشرة نقاط دستركتويد 8.5/10 [ 14 ] غيم إنفورمر 9.25/10 [ 15 ] غيم ريفولوشن 7.5/10 [ 16 ] غيمز رادار [ 17 ] آي جي إن 7/10 [ 18 ] نينتندو لايف [ 19 ] بي سي غيمر (الولايات المتحدة) 76/100 [ 20 ] شاك نيوز 9/10 [ 21 ] فيديو غيمر.كوم 7/10 [ 22 ] |                                                |
| مجموع النقاط |                                                |
| المجموع | نقاط                                           |
| ميتاكريتيك | NS: 82/100 PC: 83/100 PS4: 82/100 XONE: 81/100 |
| نتائج المراجعة |                                                |
| نشرة | نقاط                                           |
| دستركتويد | 8.5/10                                         |
| غيم إنفورمر | 9.25/10                                        |
| غيم ريفولوشن | 7.5/10                                         |
| غيمز رادار | [ 17 ]                                         |
| آي جي إن | 7/10                                           |
| نينتندو لايف | [ 19 ]                                         |
| بي سي غيمر (الولايات المتحدة) | 76/100                                         |
| شاك نيوز | 9/10                                           |
| فيديو غيمر.كوم | 7/10                                           |

تلقت ليتل نايتميرز 2 مراجعات «مواتية بشكل عام»، اعتمادًا على النظام الأساسي، وفقًا لمجمع المراجعة ميتاكريتيك.
كتب جوردان ديفور من فيلم دستركتويد: «تتمتع ليتل نايتميرز 2 بهذه الكثافة المسلية التي تجعل مشاهدتها ممتعة مثل اللعب». أمنح اللعبة 8.5 / 10.
سجلت Easy Allies اللعبة بمعدل 8.5 / 10، وكتبت: «تأخذك ليتل نايتميرز 2 مرة أخرى في رحلة مزعجة عبر عالم مدرك بوضوح، والشعور بالخطر واليأس الذي تشعر به مخيف أكثر من أي وقت مضى.»

### مبيعات
في اليابان، كان إصدار نينتندو سويتش من ليتل نايتميرز 2 هو ثالث أفضل ألعاب البيع بالتجزئة مبيعًا خلال الأسبوع الأول من إصداره، حيث تم بيع 24,470 نسخة، بينما باعت نسخة بلاي ستيشن 4 11,163 نسخة في اليابان طوال الأسبوع نفسه، مما يجعلها سابع أكثر لعبة مبيعًا، وظهرت اللعبة لأول مرة في المرتبة السابعة في مخطط المبيعات بجميع التنسيقات في المملكة المتحدة. في غضون شهر واحد من الإصدار، باعت اللعبة مليون نسخة في جميع أنحاء العالم.